# Lois Hunt
Lois Hunt, all'anagrafe Lois Harriet Marcus (York, 26 novembre 1924 – Manhattan, 26 luglio 2009) è stata un soprano statunitense.

## Biografia
Dopo aver firmato un contratto con la Metropolitan Opera House nel 1949, Lois Hunt ha cantato ruoli di primo piano al Met, tra cui Adele ne Il pipistrello, Papagena ne Il flauto magico, Musetta ne La bohème e Lauretta in Gianni Schicchi. Nel corso degli anni 50 Hunt abbandonò il mondo della lirica per dedicarsi al teatro musicale di Broadway, dove recitò nei musical Buttrio Square (1952) e The Sound of Music (1960). Negli anni sessanta e settanta la Hunt continuò a recitare con successo in diversi musical in produzioni regionali negli Stati Uniti, tra cui Camelot nel ruolo di Ginevra (1966), A Little Night Music nei ruoli di Chalotte e di Desirée (Dayton e Milwaukee, 1976) e di nuovo in The Sound of Music nel ruolo della baronessa Elsa Schraeder (1980).
Dopo un primo matrimonio con Morton M. Hunt terminato in un divorzio, Lois Hunt ebbe una lunga relazione con il baritono Earl Wrightson, suo compagno sulla scena e sulla vita, terminata con la morte dell'uomo del 1993.